# Diapocynine
Diapocynine is een dimeer van apocynine.

## Synthese
De laboratoriumsynthese van diapocynine gaat uit van apocynine met ijzer(II)sulfaat als katalysator en  natriumpersulfaat als actief reagens. Net als voor apocynine is ook voor diapocynin enig positief, dus verlagend, effect aangetoond tegen oxidatieve stress en daarmee ene verlaging van de concentratie reactieve zuurstofcomponenten.
{\displaystyle {\ce {2C9H10O3\ +\ Na2S2O8\ ->[{} \atop {\ce {FeSO4}}]\ C18H18O6\ +\ 2NaHSO4}}}